# Zhao Ziyang

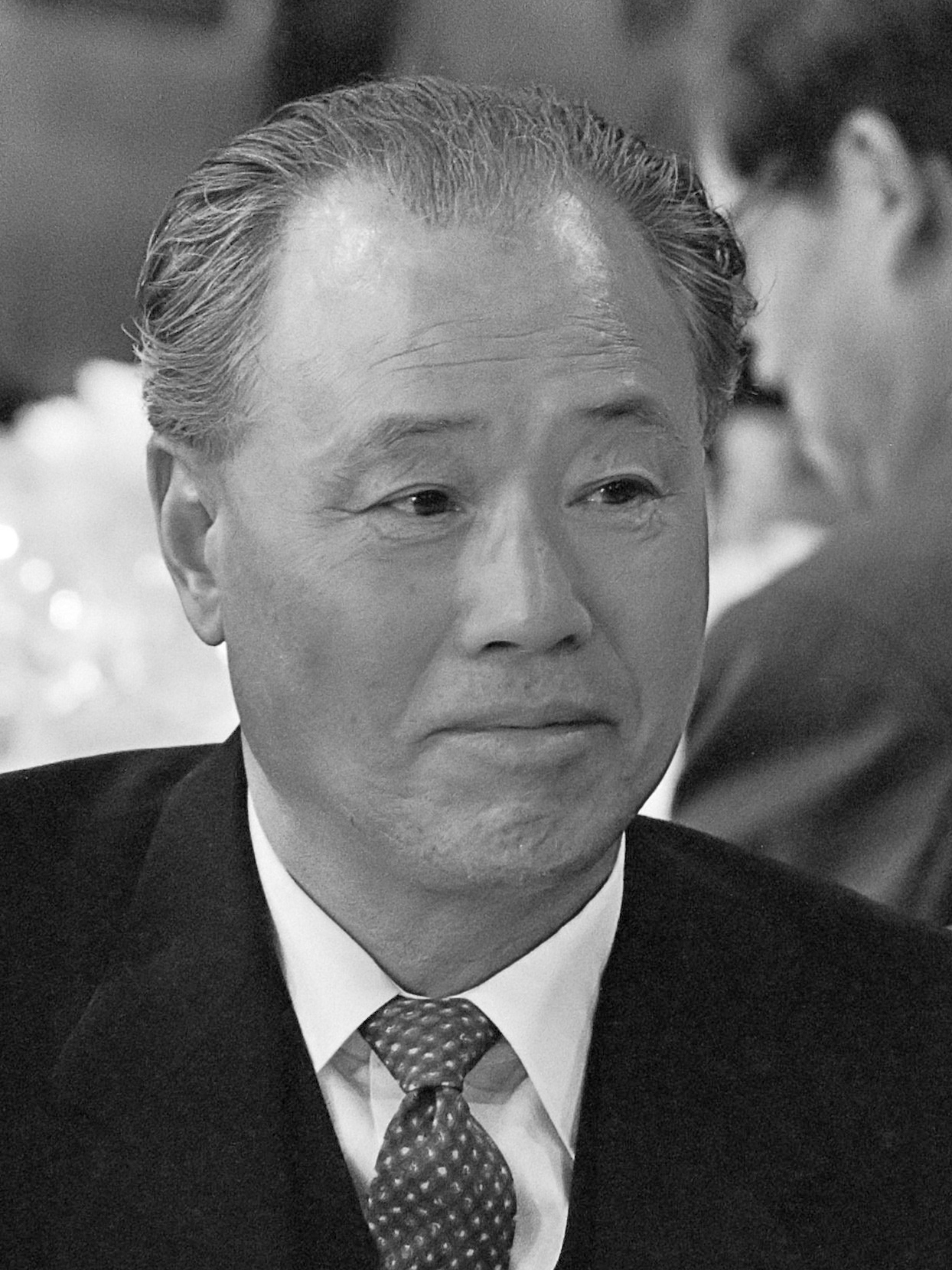
Zhao Ziyang (1985)

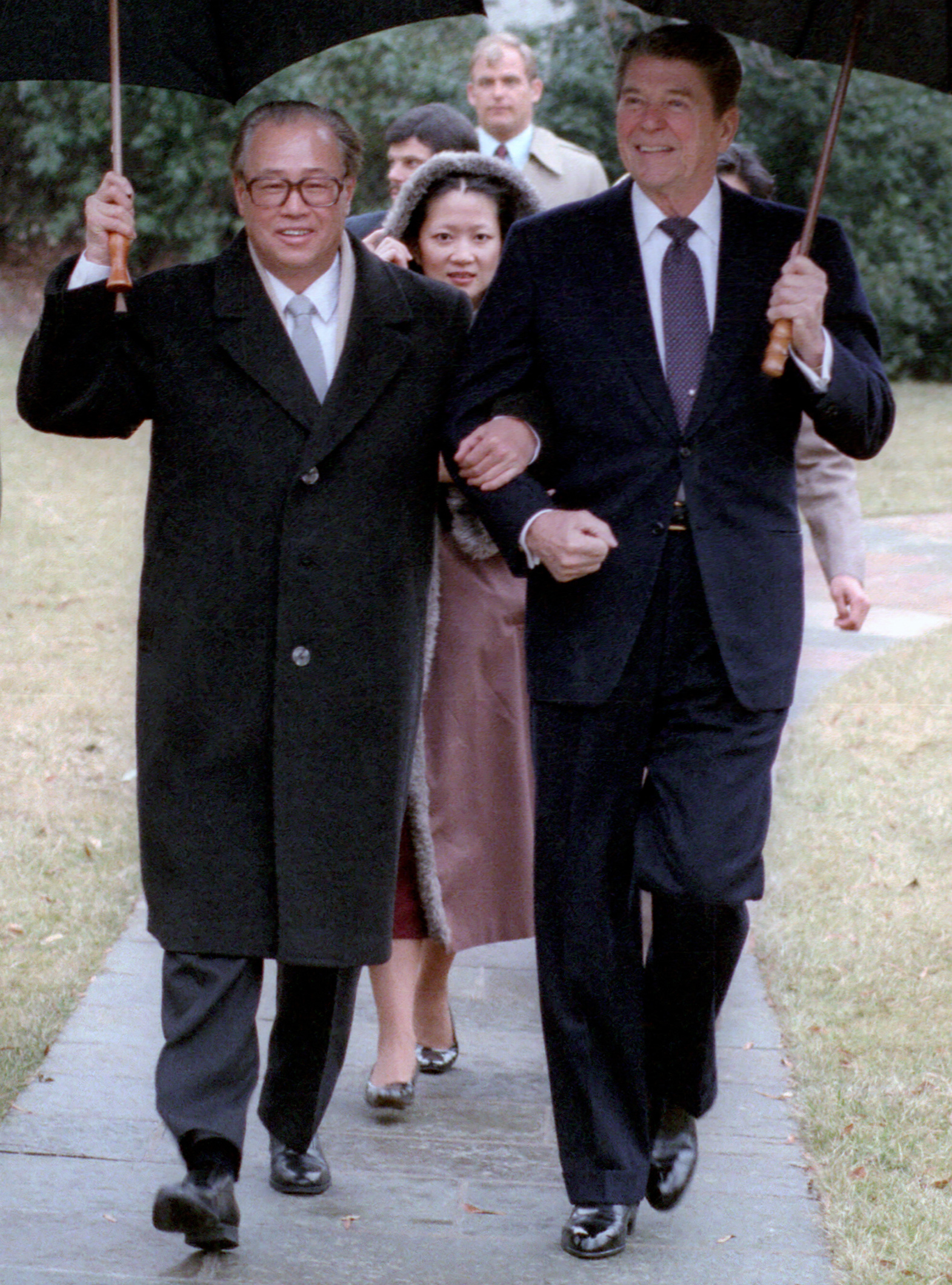
Zhao Ziyang (links) und US-Präsident Ronald Reagan vor dem Weißen Haus am 10. Januar 1984

Zhào Zǐyáng (chinesisch 趙紫陽 / 赵紫阳; * 17. Oktober 1919 in Hua, Anyang; † 17. Januar 2005 in Peking) war ein Politiker der Volksrepublik China. Er war Premierminister der Volksrepublik China von 1980 bis 1987 sowie Generalsekretär der Kommunistischen Partei Chinas von 1987 bis 1989. Er war seit 1986 für Chinas politische Reformen verantwortlich. Aufgrund seiner Sympathien für die protestierenden Studenten auf dem Tian’anmen-Platz wurde er nach 1989 entmachtet und verlor alle politischen Ämter.

## Leben und Karriere
Zhao wurde als Sohn eines wohlhabenden Grundbesitzers in der Provinz Henan geboren. Im Jahre 1932 trat er der kommunistischen Jugendvereinigung bei und arbeitete für die Kommunistische Partei während des Japanisch-Chinesischen Krieges im Untergrund. In den 1950er Jahren diente er in der Führungsspitze der Partei in der Provinz Guangdong, und in den 1960er Jahren wurde er zum Parteisekretär in dieser Provinz befördert.
Da er die Reformen von Liu Shaoqi unterstützte, wurde er während der Kulturrevolution als Parteichef abgelöst. Er musste mit einer Büßermütze durch die Straßen der Stadt Guangzhou marschieren und wurde im Jahr 1971 zur Arbeit in der Inneren Mongolei kommandiert.
Im Jahre 1973 wurde er durch den damaligen Premierminister Zhou Enlai rehabilitiert und nach Sichuan entsandt. Dort war er ab 1975 erster Parteisekretär und führte marktwirtschaftlich orientierte Reformen im Land ein, was zu einer schnellen Steigerung der Produktion führte. Daher gab es damals in Sichuan ein Sprichwort yào chī mǐ, zhǎo Wàn Lǐ; yào chī liáng, zhǎo Zǐyáng (要吃米，找萬里；要吃糧，找紫陽.), was ein Wortspiel mit dem Namen „Zhao Ziyang“ ist und übersetzt etwa „Willst du Reis essen, suche Wan Li; willst du Getreide essen, suche Zhao Ziyang“ bedeutet (Zhào ist der Nachname von Zhao Ziyang; zhǎo bedeutet „suchen“ oder „finden“). Gleichzeitig war Zhao Mitglied des Parteikomitees der Kommunistischen Partei. Ab 1977 war er Mitglied des Politbüros, ein paar Jahre später wurde er stellvertretender Premierminister.

### Premierminister der Volksrepublik China
Nachdem er ein halbes Jahr als stellvertretender Premierminister amtiert hatte, wurde er 1980 zum Premier ernannt. Im Januar 1987 wechselte er auf den Posten des Generalsekretärs der Kommunistischen Partei Chinas, sein Nachfolger als Premierminister wurde Li Peng.
Als Generalsekretär stand Zhao für eine offene Außenpolitik und für die Durchführung von wirtschaftlichen Reformen. So nannte Zhao politische Reformen die „größte Prüfung für den Sozialismus“. Er war der Meinung, dass wirtschaftlicher Fortschritt nur in Einklang mit Demokratisierung erfolgreich sein kann. Schon im Jahr 1986 rief er als erster hochrangiger Führer der Kommunistischen Partei zu politischen Veränderungen auf, er führte ein System von mehreren Kandidaten zur Wahl von Dorfvertretungen ein und wollte dieses Konzept bis zum Niveau des Zentralkomitees ausdehnen. Ähnlich fortschrittlich für seine Zeit waren seine Wirtschaftsreformen. Er entwickelte die „Theorie der Vorübergehenden Phasen“, in der er den Weg für die Reform des sozialistischen Systems zeichnete, dessen Durchführung den wirtschaftlichen Aufschwung möglich machte, in dem sich China bis heute befindet. Für die Wirtschaftsreformen wurde Zhao jedoch auch kritisiert, weil sie Inflation auslösten.
In den 1980er Jahren wurde er als Revisionist des Marxismus kritisiert. Er versuchte, die Regierung transparenter zu machen, und förderte einen politischen Dialog, der den normalen Bürger in die politischen Prozesse einbezog. Dies machte ihn in der Bevölkerung populär.

### Ereignisse von Tian’anmen und Entmachtung
Während der Ereignisse rund um das Tian’anmen-Massaker im Jahr 1989 sprach Zhao zu den protestierenden Studenten, um sie davon zu überzeugen, ihre Proteste abzubrechen, bevor es zu spät war. Gleichzeitig bereiteten die anderen Führer der Kommunistischen Partei – Deng Xiaoping, Yang Shangkun, Li Peng und Hu Qili – die Verhängung des Kriegsrechts vor, um die Proteste niederzuschlagen. Wodurch Zhao zu seiner Haltung gegenüber den Protesten motiviert wurde, wird bis heute diskutiert. Manche sagten ihm nach, dass er hoffte, eine versöhnliche Geste gegenüber den Protestierenden würde ihm im Kampf gegen die Hardliner innerhalb der Partei mehr Gewicht geben. Zhao Ziyang war der höchstrangige Funktionär der KPCh, der sich gegen die gewaltsame Niederschlagung der Proteste aussprach.
Nach der Niederschlagung der Proteste brach ein Kampf um die Macht aus, in dem Zhao alle seine Posten abgeben musste und wegen seiner Sympathie für die protestierenden Studenten für den Rest seines Lebens unter Hausarrest gestellt wurde.

### Tod
Der Tod Zhao Ziyangs im Januar 2005 führte auf Seiten der Regierung zu Befürchtungen über neue Unruhen. In der Geschichte der Volksrepublik hatten Trauerkundgebungen für verstorbene populäre Politiker wiederholt zu Demonstrationen geführt, so etwa der Tod von Hu Yaobang im Jahr 1989 zu den Studentenprotesten am Tian’anmen-Platz, auf die das Tian’anmen-Massaker folgte, oder auch schon vorher beim Tian’anmen-Zwischenfall nach dem Tod Zhou Enlais 1976. Deshalb hatte die Regierung die Partei bereits im April, nachdem Zhao einen Lungeninfarkt erlitten hatte, in Alarmzustand versetzt.
Es gibt Vermutungen, dass Recherchen über Zhao Ziyang zur Festnahme des Regimekritikers Ching Cheong führten.

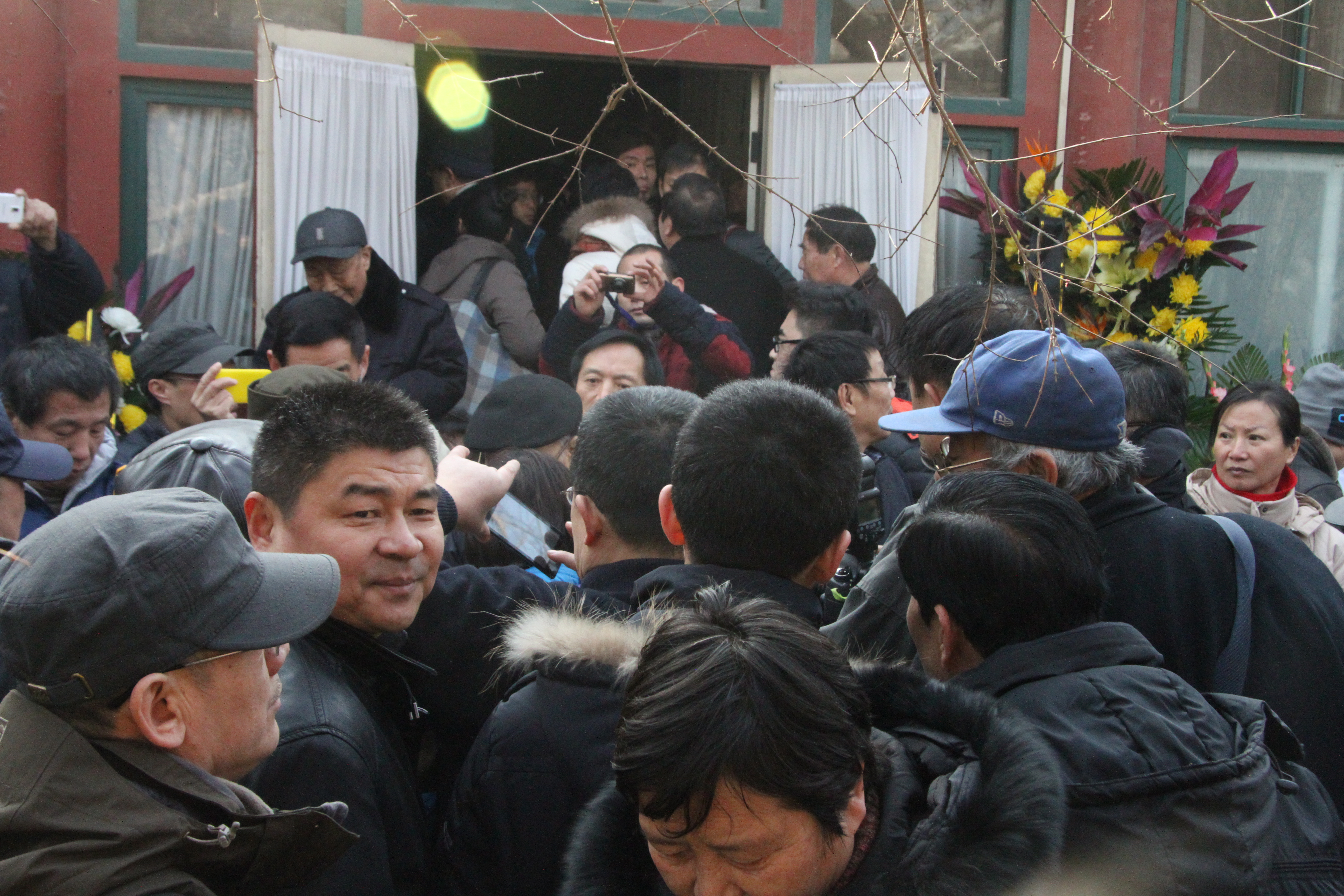
Versammlung von Sympathisanten anlässlich von Zhaos 10. Todestag 2015

2009 wurde Prisoner of the State veröffentlicht. Das Buch basiert auf 30 Audiokassetten, die Zhao zwischen 1999 und 2000 zu Hause aufgenommen hat. Er rechnet darin mit Li Peng, Li Xiannian, Yao Yilin, Deng Liqun, Hu Qiaomu und Wang Zhen ab. Die damalige Katastrophe sei vermeidbar gewesen, schreibt er.
Nach seinem Tod wurden Zhaos sterbliche Überreste kremiert. Die chinesischen Behörden erlaubten der Familie zunächst keine Bestattung, weswegen diese die Urne mit seiner Asche zunächst mit nach Hause nahm. Erst am 18. Oktober 2019 wurden die Asche Zhaos und seiner Frau in einer kleinen Zeremonie, zu der nur die engsten Familienmitglieder und Freunde zugelassen waren, auf dem Tianshou-Gartenfriedhof in Changping, einem nördlichen Stadtbezirk Pekings beerdigt.
Zhaos Andenken wurde durch die offizielle Kommunistische Partei Chinas – wie auch die meisten anderen Ereignisse, die mit Tian’anmen zusammenhingen – weitgehend aus den Geschichtsbüchern und der offiziellen Geschichtsschreibung getilgt. Seit seinem Tod versammeln sich jedes Jahr zahlreiche Sympathisanten Zhaos in seinem Arbeitszimmer und im Hof davor, um seiner zu gedenken. Der Zugang zu diesem Ort wird durch die chinesischen Sicherheitskräfte streng reguliert und Besucher werden mit Überwachungskameras registriert.

## Veröffentlichungen
- Bericht des Zentralkomitees der KP Chinas an den 13. Parteitag. In: 13. Parteitag der Kommunistischen Partei Chinas. Dietz-Verlag, Berlin 1988, ISBN 3-320-01227-4.
- Prisoner of the State: The Secret Journal of Premier Zhao Ziyang. Trans & Ed. Bao Pu, Renee Chiang, and Adi Ignatius. New York: Simon and Schuster. 2009. ISBN 1-4391-4938-0.